# Mesochorus sternalis
Mesochorus sternalis là một loài tò vò trong họ Ichneumonidae.